# Coup d'œil
Coup d'œil  (o coup d'oeil ; pronunciación en francés: /ku dœj/) es un término tomado del francés, que corresponde aproximadamente con vislumbrar o visión en Inglés. El significado literal es "golpe de ojo".
Se utiliza sobre todo en un contexto militar, donde el coup d'œil se refiere a la capacidad de discernir de un vistazo las tácticas (des) ventajas del terreno. Por ejemplo, el famoso rey Federico el Grande de Prusia sus "Instrucciones especiales" de 1753 dedica especial atención al coup d'œil militar, definiéndolo como:
"[L] a la perfección de que el arte de aprender en un solo y determinado punto de vista de los beneficios y desventajas de un campo en el que los mensajes se van a colocar y cómo actuar sobre la molestia del enemigo. Esto es, en una palabra, el verdadero significado de un coup d'œil,  sin la cual un oficial puede cometer errores de la mayor consecuencia. "

La frase viene popularmente de Clausewitz:
Cuando todo está dicho y hecho, es el coup d'œil  del comandante, su capacidad de ver las cosas, simplemente, para identificar todo el negocio de la guerra por completo de sí mismo, que es la esencia de una buena dirección. Sólo si la mente funciona de esta manera integral puede alcanzar la libertad que necesita para dominar los acontecimientos y no ser dominados por ellos.

Napoleón comentó sobre ella:
Existe un don de ser capaz de ver a simple vista las posibilidades que ofrece el terreno ...Uno puede llamarlo el militaire coup d'œil  y es innato en grandes generales.
Como lo hicieron Folard y Liddell Hart:
El coup d'œil  es un don de Dios y no puede ser adquirido; pero si el conocimiento profesional no lo perfecciona, uno sólo puede ver las cosas de manera imperfecta y en una niebla, que no es suficiente en estos asuntos en los que es importante tener un ojo claro ...Para mirar por encima de un campo de batalla, para tomar en en primera instancia las ventajas y desventajas es la gran calidad de un general.
Una facultad vital del generalato es el poder captar al instante  la imagen de la tierra y la situación, de relacionar uno con otro, y de lo local a lo general.
El coup d'œil sigue siendo importante para los oficiales en los ejércitos modernos para el posicionamiento de la infantería, tanques, artillería, etc También es importante para los francotiradores y al operar armas como armas antitanque, con el fin de encontrar un buen ocultamiento, la cubierta y una buena campo de fuego.
En día corriente francesa, la frase significa "visión". Por ejemplo, a menudo se utiliza en materiales de marketing de la misma manera que "De un vistazo ..." se utiliza en Inglés para titular un resumen de producto.

## Lecturas complementarias
- Duggan, William. Napoleon's Glance: The Secret of Strategy . Nation's Books, 2004. ISBN 978-1-56025-602-1